# Maripá
Maripá este un oraș în Paraná (PR), Brazilia.